# Francisco José Cardoso
Francisco José Cardoso (Lisboa, c.1804 – Rio de Janeiro, 29 de junho de 1882) foi um negociante e político do Império do Brasil.
Filho do brigadeiro Manuel José Cardoso e de sua mulher Maria Francisca de Portugal e Castro. Em meados da década de 1820, estava estabelecido no comércio em Itaguaí, no litoral sul da província do Rio de Janeiro, e casado com Propícia Francisca Carneiro da Fontoura Barreto, natural da freguesia carioca de Santa Cruz, com quem teve pelo menos nove filhos: Manoel José Cardoso, Francisco José Cardoso Júnior, Cândido José Cardoso, José Francisco Cardoso, João José Cardoso, Felipe José Cardoso, Luís José Cardoso, Maria Francisca Cardoso e Candida Amélia Cardoso.
Foi proprietário de armazéns, atuou igualmente no transporte de café e outras mercadorias entre o porto de Itaguaí e o da Corte. Presidente da Câmara da primeira localidade, foi contratado pelo governo da província, conforme lei de 1836, para construir um canal navegável entre a vila de Itaguaí e o rio de mesmo nome, obtendo como benefícios o monopólio do embarque de café no município.e o direito de cobrar dos passantes as tarifas que julgasse convenientes Recebeu, em 1841, o título de comendador da Imperial Ordem de Cristo.
A partir de 1842, deteve por oito legislaturas consecutivas uma cadeira de deputado provincial, funcionando como uma das principais lideranças regionais do Partido Conservador. Presidiu a Assembléia fluminense durante o biênio 1856/1857, no qual se destacou o episódio em que os deputados impuseram ao presidente da província a emancipação administrativa de Petrópolis, elevada da categoria de povoação à de cidade. Acumulou, ainda nesta gestão, dois cargos executivos, como presidente da Companhia da Estrada de Ferro de Niterói a Campos dos Goytacazes e da Imperial Companhia Seropédica Fluminense. Permaneceu à frente da última até 1863, quando o governo provincial tomou decisão pela falência da empresa.
Foi nomeado, em 1852, para o comando da 12ª Legião da Guarda Nacional, que abrangia os municípios de Itaguaí e Mangaratiba. Mantendo este posto durante quase trinta anos, reformou-se com a patente de coronel.
Controlou, através da firma Francisco José Cardoso & Filho, uma expressiva frota comercial em operação no porto de Itaguaí, formada, segundo o Almanak Laemmert de 1863, pelos vapores Pedro II e Cardoso, o patacho Pedro D’Alcantara e os iates Itaguahyense, Delfina, Fama e Boa Nova Na segunda metade da década de 1860,.foi o presidente da Companhia Geral de Seguros Feliz Lembrança, na cidade do Rio de Janeiro, especializada em seguros de navios, casas e escravos.
Manteve-se politicamente ativo até uma idade bastante avançada para os padrões da época, participando, em 1878, de manifestação de seu partido contra supostas arbitrariedades eleitorais cometidas pelos rivais do Partido Liberal. Existem indícios significativos de que pertenceu à Maçonaria.
Faleceu acometido por uma "febre urinosa", em sua residência no bairro carioca de Santa Teresa.